# Belgische gemeenteraadsverkiezingen 1887
De Belgische gemeenteraadsverkiezingen van 1887 vonden plaats op zondag 16 oktober 1887.
De gemeenteraden van alle 2.595 Belgische gemeenten werden gedeeltelijk verkozen. De raadsleden worden verkozen voor een termijn van zes jaar, maar de raad wordt elke drie jaar voor de helft herverkozen (twee series). Het meerderheidsstelsel gold, met een tweede ronde (ballotage) wanneer onvoldoende kandidaten een meerderheid halen.

## Uitslagen
|  | Provincie       | Stad/gemeente | Uitslag gemeenteraad                                                     | Burgemeester                                                                 |
|  | --------------- | ------------- | ------------------------------------------------------------------------ | ---------------------------------------------------------------------------- |
|  | Antwerpen       | Antwerpen     | De liberalen winnen.                                                     | Liberaal Léopold de Wael                                                     |
|  | Antwerpen       | Mechelen      | De katholieken winnen.                                                   | Katholiek Eugène de Kerckhove                                                |
|  | Brabant         | Aarschot      | De katholieken zijn herverkozen.                                         |                                                                              |
|  | Brabant         | Brussel       | De liberalen zijn herverkozen.                                           | Liberaal Karel Buls                                                          |
|  | Brabant         | Diest         | De liberalen winnen.                                                     | Liberaal Michel Theys                                                        |
|  | Brabant         | Leuven        | De liberalen winnen.                                                     | Liberaal Leopold Vander Kelen                                                |
|  | Brabant         | Ukkel         | De katholieken verslaan de liberalen, die sinds lang aan de macht waren. |                                                                              |
|  | Luik            | Luik          | De liberalen winnen.                                                     | Liberaal Jules d'Andrimont de Mélotte                                        |
|  | Limburg         | Tongeren      | De katholieken winnen.                                                   | Katholiek François Meyers                                                    |
|  | Oost-Vlaanderen | Aalst         | De katholieken zijn herverkozen.                                         | Katholiek Victor Van Wambeke                                                 |
|  | Oost-Vlaanderen | Dendermonde   | De katholieken winnen.                                                   | Katholiek Léon De Bruyn, opgevolgd door partijgenoot Omer Van Damme          |
|  | Oost-Vlaanderen | Gent          | De liberalen winnen.                                                     | Liberaal Hippolyte Lippens                                                   |
|  | West-Vlaanderen | Brugge        | De katholieken winnen.                                                   | Katholiek Amedée Visart de Bocarmé                                           |
|  | West-Vlaanderen | Diksmuide     | De liberalen zijn herverkozen.                                           |                                                                              |
|  | West-Vlaanderen | Ieper         | De liberalen zijn herverkozen.                                           |                                                                              |
|  | West-Vlaanderen | Oostende      | De liberalen winnen.                                                     | Liberaal Ernest Janssens, vervangt zijn pas overleden broer Charles Janssens |